# Kai Havertz
Kai Lukas Havertz (* 11. Juni 1999 in Aachen) ist ein deutscher Fußballspieler. Er begann seine Profikarriere 2016 beim Bundesligisten Bayer 04 Leverkusen. Havertz ist der bisher jüngste Spieler, der mindestens 100 Mal in der Bundesliga auflief. Er kommt hauptsächlich im offensiven Mittelfeld zum Einsatz und spielt auch als „falsche 9“ oder über die rechte Außenbahn.
Ab September 2020 spielte Havertz für knapp drei Jahre beim englischen Erstligisten FC Chelsea, mit dem er in seiner ersten Saison die UEFA Champions League gewann. Durch die bei diesem Wechsel für ihn nach Medienangaben gezahlte Ablösesumme von rund 80 Millionen Euro wurde der damals 21-Jährige zum bis dahin teuersten deutschen Spieler. Seit Juli 2023 steht er beim FC Arsenal unter Vertrag. Im September 2018 debütierte er in der deutschen Nationalmannschaft, nachdem er bereits seit 2014 für Jugendauswahlmannschaften des Verbandes aktiv gewesen war.

## Leben
Havertz, dessen Lieblingsvereine während seiner Kindheit Alemannia Aachen und der FC Barcelona waren, wurde im Juni 1999 in Aachen als Sohn einer Juristin und eines Polizisten geboren und wuchs im Alsdorfer Stadtteil Mariadorf auf; später zog die Familie nach Aachen. Er hat zwei ältere Geschwister, eine Schwester und einen Bruder. Nach der Grundschule besuchte er zunächst das Heilig-Geist-Gymnasium in Würselen. Nach seinem Wechsel zu Bayer 04 pendelte Havertz mehrmals wöchentlich nach der Schule zum vereinseigenen Nachwuchsleistungszentrum. Nachdem er in die B-Jugend von Bayer 04 Leverkusen aufgestiegen war, zog er nach Leverkusen in den Haushalt des damaligen Stadionsprechers und bezog anschließend allein eine Wohnung im Stadtteil Manfort. 2017 legte Havertz das Abitur auf dem als Eliteschule des Sports und des Fußballs ausgezeichneten Landrat-Lucas-Gymnasium im Leverkusener Stadtteil Opladen ab.
Seine Großmutter väterlicherseits war Niederländerin. Sein Großvater mütterlicherseits, Richard Weidenhaupt-Pelzer, spielte selbst Fußball. Er war Vertragsspieler des Oberligisten Rhenania Würselen, der von 1948 bis 1950 in der höchsten westdeutschen Spielklasse, der Oberliga West, antrat. In der Saison 1948/49 stand Weidenhaupt-Pelzer gemeinsam mit dem späteren Bundestrainer Jupp Derwall im Kader und kam zu einem Einsatz in der Oberliga. Weidenhaupt-Pelzer war zudem Vorsitzender von Havertz’ erstem Jugendverein Alemannia Mariadorf und bis 1971 der letzte Bürgermeister der Gemeinde Hoengen, die heute zu Alsdorf gehört.
Im August 2016 würdigte der Deutsche Fußball-Bund Havertz’ Leistungen in der Vereinsjugend und in den U-Nationalmannschaften mit der Fritz-Walter-Medaille in Silber in der Altersklasse U17. Im Juni 2017 trug sich Havertz in das Goldene Buch der Stadt Alsdorf ein. Im Jahre 2018 wurde ihm vom DFB die Fritz-Walter-Medaille in Gold in der Altersklasse U19 verliehen.
Mit seiner Kai Havertz-Stiftung setzt sich Havertz für Projekte aus den Bereichen Tierschutz, sportliche Nachwuchsförderung sowie Jugend- und Altenhilfe ein.
Havertz ist seit Mitte Juli 2024 mit einem Model verheiratet. Im März 2025 wurden sie Eltern eines Sohnes.

## Vereinskarriere

### Jugend
Havertz begann 2003 in der Jugend von Alemannia Mariadorf mit dem Vereinsfußball. Schon vor ihm taten dies spätere Profis wie Hans-Peter Lehnhoff, Rachid Azzouzi und Marvin Ajani. Der Verein vertrat zu dieser Zeit die Auffassung, Jugendspieler erst nach Erreichen des sechsten Lebensjahres aufzunehmen. Da Havertz zu diesem Zeitpunkt erst vier Jahre alt war, bat ein Nachbar der Familie, der auf Havertz’ Fähigkeiten aufmerksam geworden war, mehrfach um die Aufnahme in die Jugendabteilung der Alemannia. Letztlich kam der Verein in Person von Trainer Dirk Morfeld dem nach. Jener Morfeld sagte auch später über seinen ehemaligen Spieler, dieser könne mit seinem „Verstand Spiele entscheiden“. Der 1999 geborene Havertz spielte im ersten Jahr mit Mannschaftskollegen aus dem Jahrgang 1997 zusammen und konnte das für seine Verhältnisse höhere sportliche Niveau halten. Auch in den folgenden Jahren spielte er in Mannschaften älterer Jahrgänge mit. 2009 wechselte er zu Alemannia Aachen und blieb dort ein Jahr. Im Vorfeld hatte er bei einem Turnier mit seinem Team Siege gegen Jugendteams von Bundesligisten feiern können.
Anschließend kam er in die Jugend von Bayer 04 Leverkusen, nachdem sich auch Klubs wie Borussia Mönchengladbach und der 1. FC Köln für ihn interessiert hatten. Verantwortlich für diesen Wechsel war neben Martin Plum, der als Scout Nachwuchsspieler im Raum Aachen sichtete, vor allem der künftige Leverkusener E-Jugend-Trainer Burak Yıldırım gewesen. Da Havertz jedoch erst acht Jahre alt war, stimmten die Eltern erst rund drei Jahre später, 2010, zu. Yıldırım ließ den jungen Spieler mittels eines Fahrdienstes häufiger parallel zu seinem Engagement in Mariadorf nach Leverkusen bringen, um eine schrittweise Vorintegration zu ermöglichen. In den darauffolgenden Jahren spielte Havertz schließlich für die Jugendmannschaften von Bayer 04 Leverkusen. Sein erster Trainer Slawomir Czarniecki spielte nach eigenen Angaben für ihn, wie er später angab, neben „vielen anderen eine wichtige Rolle“. In der Saison 2015/16 der B-Junioren-Bundesliga gewann Havertz die Meisterschaft mit seiner von Markus Anfang trainierten Mannschaft und war dabei in 29 Spielen an 20 Toren beteiligt (19 Tore, eine Vorlage), darunter der Führungstreffer beim 2:0-Sieg im Finale gegen Borussia Dortmund, welches am 19. Juni 2016 im Stadion Rote Erde vor ca. 6000 Zuschauern ausgetragen wurde.

### Erstes Profijahr
Am 12. August 2016 erhielt Havertz in Leverkusen einen langfristigen Vertrag. Zuvor hatte er bereits an der Saisonvorbereitung der ersten Mannschaft im österreichischen Zell am See und Kaprun teilgenommen. Am 10. September 2016 – 2. Spieltag der Bundesligasaison 2016/17 – gehörte Havertz erstmals dem Kader der Profimannschaft an, kam jedoch nicht zum Einsatz. Am 15. Oktober (7. Spieltag) debütierte er schließlich in der Bundesliga, als er bei der 2:1-Auswärtsniederlage bei Werder Bremen in der 83. Minute für Charles Aránguiz eingewechselt wurde. Mit seinem Alter von 17 Jahren und 126 Tagen an diesem Spieltag wurde der Offensivspieler zum bis dahin jüngsten eingesetzten Spieler des Vereins in der Bundesliga; ligahistorisch war er zu diesem Zeitpunkt der siebtjüngste Spieler dieser Kategorie. Havertz war bei diesem Auswärtsspiel wegen einer Verletzung von Lars Bender nachträglich in den Kader berufen worden und wurde am Morgen des Spieltages nach Bremen gefahren. Während der Hinrunde kam er zu neun weiteren Einsätzen in der Bundesliga; am 5. November (10. Spieltag) gegen den SV Darmstadt 98 stand er erstmals in der Startformation bei einem Profispiel und erhielt den Vorzug vor erfahrenen Kräften wie Aránguiz oder Stefan Kießling. Drei Tage zuvor hatte er im Wembley-Stadion in der Champions League gegen Tottenham Hotspur debütiert, als er kurz vor Spielende für Aránguiz eingewechselt worden war. Noch innerhalb der Hinserie bestritt der 17-Jährige auch sein erstes Pokalspiel, als er mit Bayer in der 2. Runde zu Gast bei den Sportfreunden Lotte war. Havertz kam innerhalb der Verlängerung aufs Feld, als es 1:1 stand. Anschließend ging er mit der Mannschaft ins Elfmeterschießen. Gegen den damaligen Drittligisten verschossen Aránguiz, Kevin Volland sowie Julian Baumgartlinger, wohingegen neben zwei weiteren Mitspielern auch Havertz selbst seinen Elfmeter verwandelte.
Auch zu Beginn der Rückrunde – und obwohl er auch weiterhin in der Vereinsjugend eingesetzt wurde – stand Havertz regelmäßig im Profikader. Am 17. Februar 2017 bereitete er das durch Karim Bellarabi erzielte 50.000. Tor der Bundesliga vor. Sein erstes Tor im Profifußball erzielte Havertz am 2. April 2017 zum 3:3-Endstand in der Partie gegen den VfL Wolfsburg. Mit diesem Treffer löste er Julian Brandt als jüngsten Torschützen der Vereinsgeschichte ab. In der 17. Kalenderwoche 2017 nahm er wegen Abiturprüfungen nicht am Trainings- und Spielbetrieb des Vereins teil. Auch in der Folgewoche absolvierte er eine Prüfung. Er reiste diesmal aber mit der Mannschaft zur Bundesligapartie beim FC Ingolstadt 04, in der er den 1:1-Endstand per Kopfball erzielte. Am 20. Mai (34. Spieltag) steuerte er beim 6:2-Auswärtssieg über Hertha BSC zwei Tore bei. Damit wurde er hinter Timo Werner zum bis dahin zweitjüngsten Spieler der Bundesliga, der zweimal in einem Spiel traf.
Die Vereinsmitglieder wählten Havertz abschließend zum Spieler der Saison. Der Spieler, der parallel zu seinem Engagement für Bayer 04 noch zur Schule gegangen war, legte wenig später erfolgreich seine Abiturprüfungen ab.

### Etablierung in Leverkusen

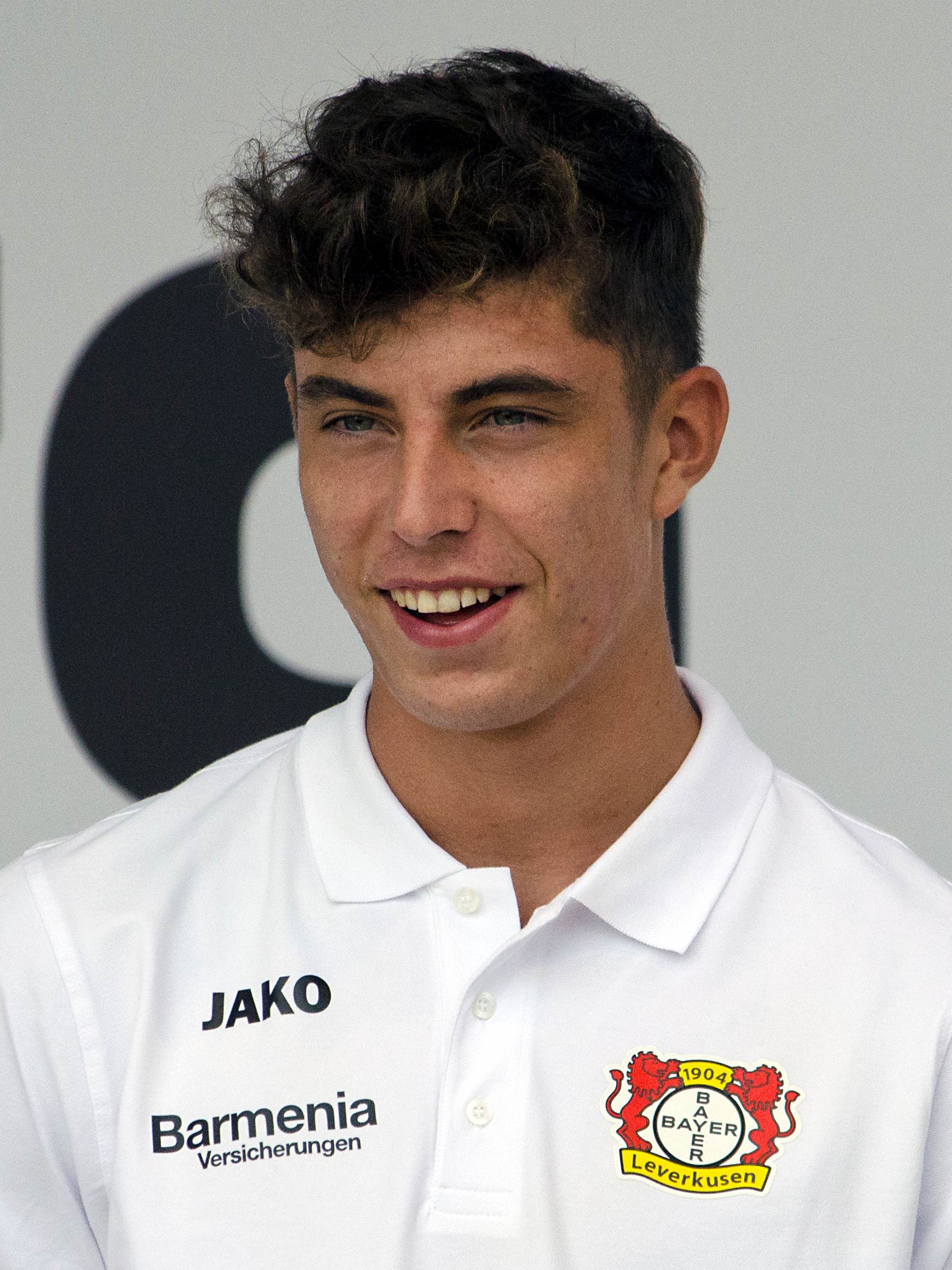
Havertz bei der Bayer-04-Saisoneröffnung 2018

Zum Trainingsstart der Saison 2017/18 am 3. Juli 2017 unterzeichnete Havertz seinen ersten Profivertrag bei Bayer 04 Leverkusen, der bis Ende Juni 2022 gültig war. Auch unter dem neuen Trainer Heiko Herrlich behielt Havertz seinen Stammplatz. Während der Saison wurde Havertz nur in vier der 39 Pflichtspiele nicht eingesetzt. Insgesamt beteiligte er sich, hauptsächlich im offensiven Mittelfeld agierend, dreizehnmal (vier Tore, neun Vorlagen) an den Toren seiner Mannschaft. Am 21. Oktober 2017 bereitete er im Auswärtsspiel bei Borussia Mönchengladbach innerhalb von 13 Minuten drei Tore seiner Mannschaft vor und ebnete damit die Grundlage für den 5:1-Sieg der Leverkusener.
Mit seinem Tor am letzten Spieltag der Saison 2018/19 wurde Havertz zum ersten U20-Spieler der Bundesligageschichte, der 17 Tore in einer Saison erzielte.
Ende November 2019 wurde Havertz bei der Wahl zum Golden Boy für den besten U21-Spieler Europas des Jahres 2019 hinter João Félix und Jadon Sancho Dritter. Beim 0:2 in Köln absolvierte der Offensivspieler mit 20 Jahren sein 100. Bundesligaspiel. Dem war auch seine erste größere Krise als Profi vorangegangen: Bayer 04 hatte im Verlauf der Hinrunde erst den Anschluss an die Spitzenpositionen und später sogar an die Europacup-Ränge verpasst. Havertz, der seit längerem medial als „eines der größten Talente Deutschlands“ bezeichnet wurde, erfuhr beim Heimspiel gegen Hertha BSC am 16. Spieltag zum ersten Mal wahrnehmbare Pfiffe aus dem eigenen Publikum. Der Spieler, der für die Mannschaft, die zuletzt innerhalb einer Woche drei Spiele in Folge verloren hatte, bis dato lediglich zweimal getroffen hatte, wurde aufgrund seines Status als Mitschuldiger für die derzeitige Mannschaftsleistung ausgemacht. Im Zuge dessen erfuhr er öffentlichen Rückhalt seitens seiner Mitspieler wie Mannschaftskapitän Lars Bender oder auch Trainer Peter Bosz.
Die Leistungen des Spielers verbesserten sich in der Folge ebenso wie die seiner Mannschaftskollegen. So sammelte der Offensivspieler als rechter Außenbahnspieler, Mittelstürmer und zeitweiliger Vertreter des Mannschaftskapitäns Bender 15 Scorerpunkte in der Rückrunde. Am Saisonende reichte es für Bayer und seinen Spieler für das Erreichen der Europa League, wobei man bis zum letzten Spieltag die Möglichkeit zur Qualifikation für die Champions League gewahrt hatte.

### Champions-League-Sieg mit dem FC Chelsea

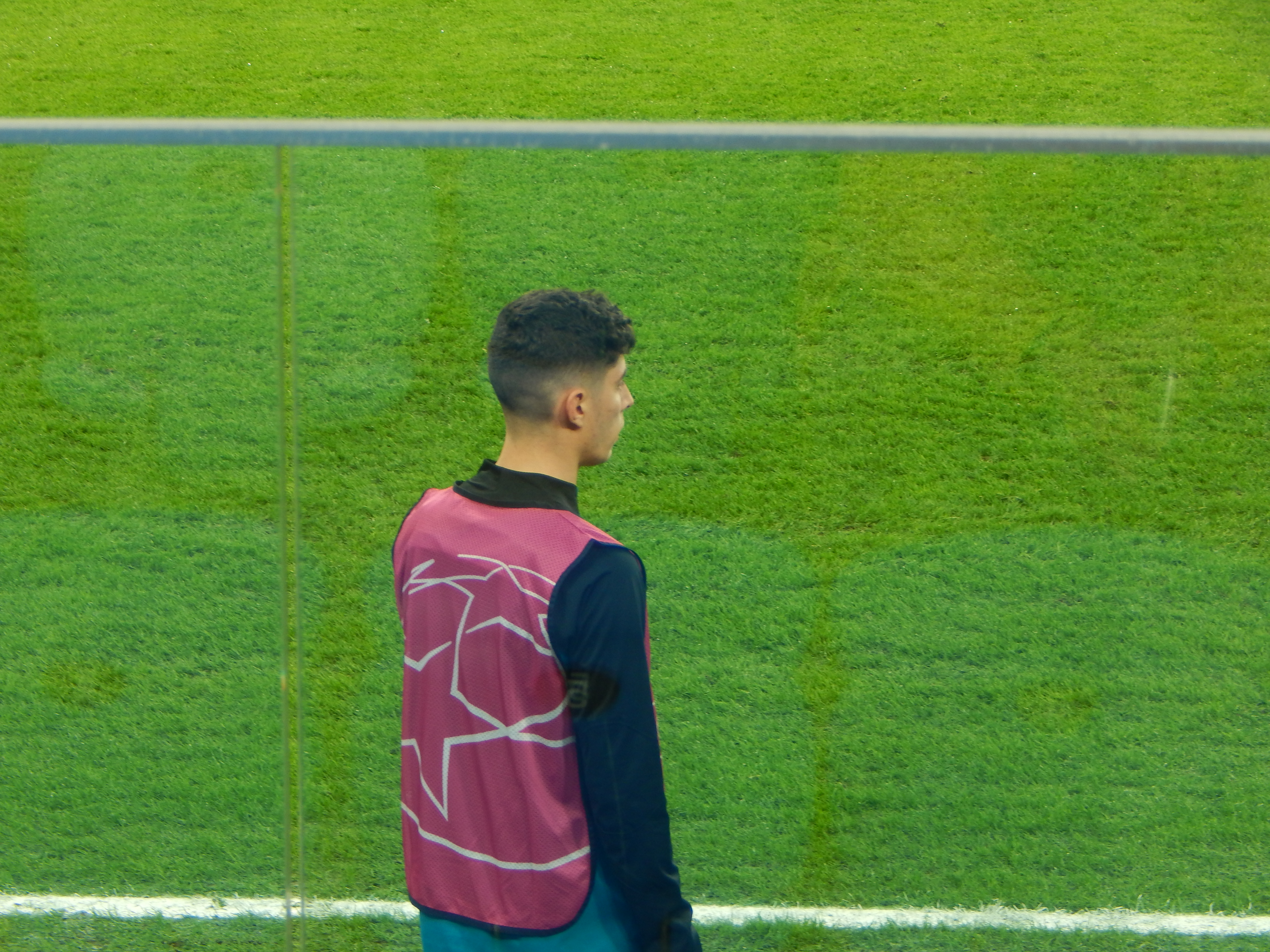
Havertz beim FC Chelsea im Champions-League-Spiel gegen Zenit St. Petersburg (2021)

Zur Saison 2020/21 wechselte Havertz in die Premier League zum FC Chelsea. Er unterschrieb einen Vertrag bis zum 30. Juni 2025 und war nach Timo Werner der zweite Deutsche, den der Club aus London zu Beginn dieser Spielzeit verpflichtete. In übereinstimmenden Medienberichten wurde die Ablösesumme mit rund 80 Millionen Euro zuzüglich einer weiteren Erhöhung auf bis zu 100 Millionen Euro durch Bonuszahlungen angegeben. Damit galt der 21-Jährige als bis dahin teuerster deutscher Spieler sowie, hinter Ousmane Dembélé (2017 für 105 Millionen Euro von Borussia Dortmund zum FC Barcelona), als zweitteuerster Abgang der deutschen Bundesliga. Auch weltweit wurde Havertz zu einem der teuersten Spieler der Fußballgeschichte.
Oliver Bierhoff, der damalige Direktor der deutschen A-Nationalmannschaft, bezeichnete den Transfer als „Auszeichnung und Anerkennung für den deutschen Fußball“.
Ebenso wie sein – in diesem Sommer ebenfalls aus der Bundesliga zu Chelsea gewechselter – Teamkollege Timo Werner musste sich Havertz an das Niveau in der höchsten englischen Liga genauso gewöhnen wie an den traditionell engeren Terminplan auf der Insel. In der Hinrunde kam der Deutsche auf neun direkte Torbeteiligungen, beim 6:0-Sieg gegen Barnsley im Ligapokal traf er dreimal. Aufgrund einer COVID-19-Infektion sowie einer Verletzung verpasste der Offensivspieler mehrere Partien und war unter Trainer Frank Lampards Nachfolger Thomas Tuchel stellenweise nur Ergänzungsspieler. Beim 2:0-Sieg gegen Fulham am 34. Spieltag erzielte Havertz beide Treffer, was sich am Saisonende nach nur drei Punkten aus den letzten drei Spielen auszahlen sollte. Mit einem Punkt Vorsprung vor dem direkten Konkurrenten Leicester City schafften die Blues die erneute Qualifikation zur Königsklasse. Im FA Cup stand Chelsea im Finale, verlor jedoch 0:1 gegen Leicester. In der Champions League gelang den Londonern in der Saison ein Durchmarsch. Nach Platz 1 in Gruppe E schaltete man im Achtelfinale Atlético Madrid, im Viertelfinale den FC Porto und im Halbfinale Rekordsieger Real Madrid aus, sodass man im Endspiel in Porto gegen den Meister der heimischen Premier League, Manchester City, antrat. Obwohl die Citizens vor dem Spiel als Favoriten gegolten hatten, konnte Chelsea gewinnen. Havertz selbst stand in diesem Finale in der Startelf und erzielte in der 42. Minute den 1:0-Siegtreffer. Nach 2012 gewann der FC Chelsea somit zum zweiten Mal die Champions League.
Mit dem Verein gelang Havertz in der Saison 2021/22 eine Hinserie mit lediglich zwei Niederlagen und das häufigere Verweilen auf der Spitzenposition. Aufgrund von Verletzungen sowie COVID-19-Infektionen auf Seiten von Werner und Neuzugang Romelu Lukaku rückte er ab Herbst 2021 auf die Position des Mittelstürmers. Im gesamten Hinrundenverlauf waren es vier Scorerpunkte, die der Spieler beisteuerte. Zwischen Mitte und Ende Dezember 2021 fiel Havertz schließlich seinerseits aufgrund einer weiteren Coronainfektion aus. Bereits im vorangegangenen Frühjahr betonte Trainer Tuchel die Notwendigkeit der Verpflichtung eines „Torjägers“ und wies, ohne Namen zu nennen, auf die in seinen Augen nicht dem „Anspruch des Vereins gerecht“ werdende Torausbeute von Spielern wie Havertz oder Werner hin. Der englische Mirror machte Ende Januar 2022, als Havertz wieder aufs Feld zurückgekehrt war, die Feststellung, dass dieser durch den allgemeinen Spielstil Chelseas (ein 3–4–3 mit einem breiten Mittelfeld) Nachteile erfahre. Das Aufbauspiel beschere den Spielern in der eigenen Hälfte zu viel Ballbesitz, zusätzlich würden generell selten Flanken geschlagen oder hohe Pässe gespielt, was häufig zu Überzahlsituationen des Gegners geführt habe, nachdem die Angreifer Chelseas aktiv gefordert gewesen wären. Havertz, so der Mirror, besäße zwar gute Bewegungsabläufe und zöge auch ohne den Ball Gegner auf sich, um Lücken in deren Verteidigung zu reißen, profitiere dadurch aber in Verbindung mit dem Spielsystem Chelseas relativ selten persönlich davon. Im Gegensatz zu seiner Rolle beim FC Chelsea wies das Magazin auf seine Stellung als Fixpunkt bei Bayer 04 hin: Hier habe er, ähnlich wie der ehemalige Chelsea-Akteur Lampard, häufig lange Bälle auf die Stürmer gespielt und auch manches Mal im Anschluss daran direkt im Sechzehnmeterraum abgeschlossen. Seine Treffer aus schwierigen Lagen erinnerten den Mirror hingegen an Dimitar Berbatow, der früher ebenfalls in Leverkusen aktiv gewesen war. Zu Saisonbeginn war Havertz der Zeitung zufolge einer der Führungsspieler im eher auf defensive Stabilität ausgerichteten Spielsystem des Teams, gelobt wurden hier seine Leistungen gegen Crystal Palace am 1. sowie gegen Liverpool am 3. Spieltag; gegen die Reds traf der Offensivspieler zum zwischenzeitlichen 0:1 (Endstand 1:1). Einen Wendepunkt machte man mit der Etablierung des Neuzugangs Lukaku aus, durch welchen Havertz zum weniger aktiveren „Unterstützungsspieler“ geworden sei. Als Tabellendritter qualifizierten sich die Blues und ihr Spieler mit 19 bzw. 18 Punkten Rückstand auf den Meister Manchester City sowie den Zweiten Liverpool wie schon im Vorjahr für die Champions League. Sowohl Lukaku wie auch Werner ließ Havertz in Bezug auf seine Scorerpunkte wettbewerbsübergreifend hinter sich. Mit 20 direkten Torbeteiligungen wurde er teamintern auch nur durch Mason Mount (29 Scorerpunkte) übertroffen.
Der Offensivspieler verpasste in der Folgesaison 2022/23 drei Pflichtspiele, davon zwei durch eine Knieverletzung, und wurde nach wie vor häufig von Beginn an eingesetzt. In der Hinserie pendelte Havertz zwischen dem offensiven Mittelfeld und der Mittelstürmerposition, nachdem Werner, Olivier Giroud, Tammy Abraham und Lukaku den Verein verlassen hatten und der Stürmer Pierre-Emerick Aubameyang sowie Raheem Sterling für den linken Flügel verpflichtet worden waren. In der Rückserie spielte er dann hauptsächlich als Stürmer. Trainer Tuchel wurde nach neun Zählern aus den ersten sieben Partien (darunter zwei Niederlagen ohne eigenes Tor) von seinen Aufgaben entbunden, auf diesen folgten erst Graham Potter und schließlich der Rückkehrer Lampard. Nach dem Ausscheiden im Champions-League-Viertelfinale gegen Real Madrid sowie dem Aus in beiden nationalen Pokalen gegen Manchester City blieb Chelsea und Havertz nur noch die theoretische Chance auf den Landesmeistertitel. Nach Platz 10 zur Winterpause gelang es den Londonern jedoch nicht, in die oberen Tabellenregionen vorzustoßen. Zwischen Ende März und Anfang Mai 2023 blieb das Team sieben Partien in Folge sieglos, die letzten vier gingen allesamt verloren. Im Stadtduell gegen West Ham United entschied Havertz das Spiel zugunsten seiner Mannschaft am 6. Spieltag, als er nach einer Einwechslung in der 88. Minute den 2:1-Siegtreffer nach einer Flanke von Ben Chilwell erzielte. Auch gegen einen anderen Londoner Rivalen, Crystal Palace, war der Stürmer derjenige, der die Partie entschied, indem er per Kopfball das einzige Tor des Spiels erzielte. Über den Trainerwechsel von Tuchel zu Potter sagte der Spieler: „Das macht immer etwas mit einer Mannschaft – wenn man Erfolg hatte mit dem Trainer, aber der dann relativ schnell und aus dem Nichts gefeuert wird.“ In der Austragung der Weltmeisterschaft im Winter sah Havertz einen „Bruch“ und auch die vielen neuen Spieler, „die sich erst mal bei uns einleben müssen, um ihre Qualität abrufen zu können“, sah er kritisch. Umgerechnet rund 330 Mio. Euro hatten die Vereinsverantwortlichen allein in der Wintertransferperiode für acht Neuzugänge ausgegeben. Aber weder Noni Madueke (ein Tor) noch Mychajlo Mudryk (zwei Assists) oder João Félix (vier Treffer) konnten ernsthaft mit Havertz in Konkurrenz treten. In einer Saison, die Chelsea auf Rang 12 und somit so schlecht wie seit der Spielzeit 1993/94 (Platz 14) nicht mehr abschloss, war der Deutsche mit neun Toren und einer Vorlage hinter dem Sommerneuzugang Sterling mit 13 Punkten erneut der statistisch zweitbeste Angreifer Chelseas. Seine Variabilität war laut der SZ Havertz’ Segen und Fluch zugleich. Zusätzlich zu dem Fakt, dass, wie bereits erläutert, vor allem die offensiven Neuzugänge enttäuschten, wurde Havertz vor allem in der Rückrunde häufig als Mittelstürmer eingesetzt. Laut einer statistischen Erhebung des Portals Goal.com nutzte der Angreifer aber nur 9,86 % seiner Chancen bzw. 22 % seiner Großchancen. Hinzu kam eine laut der SZ noch nicht ausgereifte Torabschlusstechnik auf Seiten des mittlerweile 23-Jährigen. Auch der Fakt, dass Havertz „nicht nur auf die Gelegenheit, im Strafraum in aussichtsreicher Position an den Ball zu kommen, wartet, sondern versucht, sich ins Kombinationsspiel der Mannschaft einzugliedern, indem er sich immer wieder situativ zurückfallen lässt“, könnte dafür sprechen, dass der Spieler auf einer anderen Position besser aufgehoben wäre. Laut der erhobenen Werte von Opta Analyst setzte Havertz in der abgelaufenen Saison in 35 Premier-League-Spielen zu 1021 Sprints an und lief bei diesen insgesamt 21,1 km. In beiden Kategorien belegte er den ligainternen zweiten Platz.

### FC Arsenal
In der Sommerpause 2023 erhielt Havertz, dessen Vertrag noch zwei weitere Spielzeiten gültig gewesen wäre, durch den Offensivspieler Christopher Nkunku weitere Konkurrenz. Er wechselte folglich innerhalb der Premier League und Londons zum FC Arsenal, bei dem er einen „langfristigen“ Vertrag unterschrieb. Bei den Gunners traf Havertz unter anderem auf den Kapitän und offensiven Mittelfeldspieler Martin Ødegaard sowie seinen ehemaligen Mitspieler aus Chelsea, Jorginho. Gemeinsam mit diesen und anderen neuen Mannschaftskollegen gewann er vor Beginn der Ligasaison das Spiel um den nationalen Supercup, in welchem man sich gegen den amtierenden Meister Manchester City im Elfmeterschießen durchsetzte. Die ersten zehn Ligapartien verloren Arsenal und Havertz nicht, unter anderem gewann man mit 5:0 gegen Sheffield United. Zum Jahresende hin holten die „Gunners“ nur einen Sieg aus drei Spielen und verloren die zwischenzeitlich von Manchester City erkämpfte Tabellenführung an den FC Liverpool. Havertz, der sechsmal eingewechselt wurde, hatte in 20 Spielen vier Tore geschossen und eins vorbereitet, beispielsweise gelang ihm gegen den Stadtrivalen FC Brentford eine Minute vor dem Ende der regulären Spielzeit per Kopf der 1:0-Endstand. Während Arsenal die Champions-League-Gruppe B gewann, schied der Verein in beiden nationalen Pokalwettbewerben frühzeitig aus. Mit einem weiteren Tor in der Champions League stand Havertz zum Jahreswechsel bei sechs Scorerpunkten und rangierte damit auf dem teaminternen sechsten Rang. Im Gegensatz zu seinen Trainern in Chelsea setzte ihn sein Übungsleiter beim FC Arsenal, Mikel Arteta, bis auf wenige Ausnahmen auf seiner bevorzugten Position im offensiven Mittelfeld ein. Trotz anfänglicher Schwierigkeiten sprach sich der Trainer auch öffentlich mehrmals für Havertz aus. Im Verlauf der Rückrunde konnte Havertz das in ihn gesetzte Vertrauen zurückzahlen. Mit weiteren neun Toren und sechs Vorlagen war er entscheidend daran beteiligt, dass die Londoner phasenweise achtmal in Serie gewannen und erst am letzten Spieltag den Meisterschaftskampf gegen Manchester City verloren. Im Gegensatz zur Hinserie spielte Havertz nun überwiegend als Mittelstürmer und traf so beispielsweise gegen seinen alten Verein Chelsea zweimal.

## Nationalmannschaft

### U-Auswahlen
Havertz spielt seit der U16 für die Auswahlmannschaften des DFB und debütierte für diese am 11. November 2014 gegen Tschechien.
Bei der U17-EM in Aserbaidschan erreichte Havertz mit der U17 das Halbfinale, in dem die Deutschen gegen Spanien scheiterten. Er absolvierte alle fünf Spiele von Beginn an und wurde nur im dritten Gruppenspiel ausgewechselt; zudem erzielte er ein Tor und bereitete ein weiteres vor. Abschließend wurde er in die Mannschaft des Turniers berufen.
Nachdem er ab Mai 2016 über 15 Monate kein weiteres Länderspiel absolviert hatte, wurde Havertz Ende August 2017 in die U19 berufen. Für diese debütierte er am 31. August beim 0:0 gegen die Schweizer U19 mit einer Einwechslung. In seinem dritten Spiel für die Auswahl gegen die belarussische U19 am 4. Oktober des Jahres gelangen Havertz vier Tore beim 5:1-Sieg.

### A-Auswahl
Am 29. August 2018 nominierte ihn Bundestrainer Joachim Löw erstmals in den Kader der A-Auswahl für eine Partie gegen Frankreich in der UEFA Nations League sowie für das folgende Testspiel gegen Peru. Am 9. September debütierte er für die Auswahl, als er beim 2:1-Sieg über Peru in der 88. Minute für Timo Werner eingewechselt wurde. Es folgten weitere Einsätze in Freundschafts- sowie Pflichtspielen in der erfolgreichen Qualifikation zur Europameisterschaft 2021, bei denen Havertz auf verschiedenen Mittelfeldpositionen aktiv und an mehreren Treffern beteiligt war. Ab Ende 2020 rückte er wieder auf die Flügelpositionen, beim letzten Test vor der EM-Endrunde bereitete er hinter der Spitze Serge Gnabry agierend zwei Tore beim 7:1 über Lettland vor. Bundestrainer Löw berief Havertz gemeinsam mit seinen Mannschaftskollegen vom FC Chelsea, Werner und Antonio Rüdiger, in den Kader für die Endrunde der Europameisterschaft 2021, bei der die deutsche Mannschaft in der Gruppenphase auf den amtierenden Weltmeister Frankreich, den amtierenden Europameister Portugal sowie Ungarn traf. Durch seinen Treffer beim 4:2 gegen die Portugiesen wurde der 22-Jährige zum bis dato jüngsten deutschen EM-Torschützen und löste damit Olaf Thon ab. Bei dem Turnier schied Deutschland im Achtelfinale gegen England aus. Havertz stand dabei in der Startelf. Später erhielt der Offensivspieler vom Portal Spox.com die Note 2,5 und gehörte somit neben den Münchenern Leon Goretzka und Jamal Musiala in den Augen des Portals zu den drei besten DFB-Akteuren. Hervorgehoben wurde seine Leistung beim 4:2-Sieg gegen Portugal sowie der wichtige Treffer gegen Ungarn.
Im November 2022 wurde Havertz von Bundestrainer Hansi Flick in den Kader für die WM in Katar berufen. Im ersten Gruppenspiel, das mit 1:2 gegen Japan verloren ging, wurde er als Mittelstürmer eingesetzt. Bis auf ein Tor aus dem Abseits konnte Havertz keine Akzente setzen und wurde neben drei Mannschaftskameraden vom Kicker mit der Note 5 bewertet. Während der Offensivspieler die zweite Partie (1:1 gegen Spanien) von der Bank aus verfolgen musste, erfolgte im letzten Gruppenspiel eine Einwechslung nach etwas mehr als einer Stunde. Nachdem die Costa-Ricaner mit 2:1 in Führung gegangen waren, schoss Havertz innerhalb von zwölf Minuten zwei Tore. Das Spiel endete mit 4:2 aus Sicht Deutschlands, aufgrund der schlechteren Tordifferenz gegenüber dem Tabellenzweiten Spanien schied man aber wie schon viereinhalb Jahre zuvor nach der Gruppenphase aus.
Im Mai 2024 wurde er von Bundestrainer Julian Nagelsmann in den Kader für die Europameisterschaft im eigenen Land berufen. Er erzielte im Eröffnungsspiel gegen Schottland ein Strafstoßtor. Im Achtelfinale gegen Dänemark traf Havertz ebenfalls zum 1:0 durch Strafstoß (Handelfmeter).

## Titel und Auszeichnungen

### Verein
Bayer 04 Leverkusen
- Deutscher B-Junioren-Meister: 2016

FC Chelsea
- Champions-League-Sieger: 2021
- UEFA-Super-Cup-Sieger: 2021
- Klub-Weltmeister: 2021

FC Arsenal
- Englischer Supercupsieger: 2023

### Persönlich
Auszeichnungen
- Wahl in die Mannschaft des Turniers der U17-Europameisterschaft 2016
- Fritz-Walter-Medaille in Silber in der Altersklasse U17: 2016
- Eingruppierung in den weiteren Kreis der Rangliste des deutschen Fußballs des Kickers auf der Position Mittelfeld offensiv: Sommer 2017, Winter 2017/18, Sommer 2018
- Eingruppierung in die internationale Klasse der Rangliste des deutschen Fußballs des Kickers auf der Position Mittelfeld offensiv: Winter 2018/19, Sommer 2019, Sommer 2020, Sommer 2021
- Fritz-Walter-Medaille in Gold in der Altersklasse U19: 2018
- Mitglied der VDV 11: 2018/19, 2019/20
- Spieler des Monats der deutschen Bundesliga: April 2019, Mai 2019 und Mai 2020
- Nominierung für die Kopa-Trophäe: 2019 (6. Platz)

## Spielweise und Einschätzungen
In Leverkusen agierte Havertz meistens als offensiver Mittelspieler, lief im späteren Verlauf seiner Zeit dort auch gelegentlich als Sturmspitze oder rechter Flügelspieler auf. Der als „Alleskönner“ titulierte Offensivspieler gilt als dribbelstark, weist eine gute Ballbeherrschung sowie eine hohe Passgenauigkeit auf. Er besitzt eine schnelle Auffassungsgabe, wenn es gilt, den besetzten gegnerischen Raum zu analysieren, und führt den Ball im großzügigen Abstand am Fuß.
Fußball-Weltmeister Günter Netzer – in den 1960er und -70er Jahren ebenfalls als kreativer, offensiver Mittelfeldspieler aktiv – attestierte ihm „Spielintelligenz“ und das Potenzial, zu einem „Spielmacher“ heranwachsen zu können. Während die Fachpresse seine „Übersicht, Schnelligkeit“ sowie seinen „Einfallsreichtum“ lobte, gab sein Jugendtrainer Dirk Morfeld an, Havertz brauche „Ruhe und Vertrauen“. Der ehemalige Leverkusener Geschäftsführer Sport, Rudi Völler, verglich seinen früheren Spieler mit Mesut Özil in puncto „Laufstil und Eleganz“, was die „Robustheit und Torgefährlichkeit“ angehe, hingegen mit dem jungen Michael Ballack, der von 1999 bis 2002 sowie von 2010 bis 2012 selbst in Leverkusen aktiv war. Jenen Özil sowie auch Toni Kroos, mit denen er bereits in der Nationalmannschaft zusammengespielt hatte, bezeichnete der Jungspieler selbst hingegen als die „vielleicht besten Fußballer, die Deutschland je hatte“. İlkay Gündoğan dagegen schätzt Havertz, den er von den „spielerischen Anlagen her“ für „noch besser als Ballack“ halte, für dessen „Fairness und moderne Spielweise“.
Lothar Matthäus, FIFA-Weltfußballer des Jahres 1991, nannte Havertz den „talentiertesten Spieler, den Deutschland seit Jahrzehnten hatte.“ Weiter gab Matthäus an: „Er hat die Messlatte sehr hoch gelegt – für mich war er der Spieler der Saison 2018/19. Wenn Havertz dieses Level hält, mit seinem Talent, seiner Cleverness, seiner Präsenz auf dem Platz und seiner Torgefahr, könnte er irgendwann mein Nachfolger als Weltfußballer werden.“